# Henrik og Hagbart
Henrik og Hagbart (fransk originaltitel: Johan et Pirlouit) er en belgisk tegneserie skabt af Peyo. Siden sin start i 1947 blev der offentliggjort 13 album inden Peyos død i 1992. Derefter fortsatte et hold af tegneserieskabere fra Studio Peyo med at skrive og tegne historierne. 
Serien foregår i middelalderens Europa, og fry er også ramme for Smølfernes første optrædener. 
Serien blev oprindeligt offentliggjort i tegneseriemagasinet Spirou i 1952, hvor Henrik var eneste hovedperson. 
I 1954 fik han følgeskab af Hagbart (i albummet Nissen i klippeskoven, udgivet 1955) og serien fik sit endelige navn. Det var i Henrik og Hagbart-albummet Den fortryllede fløjte i 1958 (udgivet 1960), at den første smølf så dagens lys.

## Figurer

### Henrik
Henrik er kongens mørkhårede væbner og en af kongens nærmeste rådgivere og betroede. Han er ung mand af ubestemmelig alder, lidt som Tintin. I de første album optræder Henrik uden Hagbart. Henrik bliver sendt på forskellige missioner. Han er ofte til hest, dygtig med sværd og næver, men optræder sjældent i rustning. Han er samvittighedens og ærens vogter, siger altid sandheden og hjælper altid folk i nød.

### Hagbart
Hagbart er en lille lyshåret mand, muligvis en dværg, som første gang, han dukker op, er en tyv, som bor ude i skoven. Efter en noget voldsomt start bliver han og Henrik venner. Hagbart udvikler sig med tiden mere til en barde, som både spiller musik, synger og optræder, selvom de fleste betvivler hans evner. Han er gerrig, altid sulten, fysisk stærk og en ret farverig karakter. Han slås normalt med en stridskølle, som han svinger med begge hænder. Hagbarts ridedyr er hungeden Sisse, som ofte kommer til undsætning og stanger fjenden.

## Album
- 1954: Den onde ridder Diderik
- 1954: Herren til Oksenborg
- 1955: Nissen i klippeskoven
- 1956: Månestenen
- 1957: Vikingernes ed
- 1957: Gudernes kilde
- 1959: Den sorte pil
- 1959: Greven af Gyllingelund
- 1960: Den fortryllede fløjte
- 1961: Balladen om de syv kilder
- 1962: Krinkelspirs ring
- 1964: Det glemte land
- 1970: Trolddom og hundekunster
- 1994: Ravnens horde
- 1995: Troubadourerne på klippenborg
- 1998: Heksenatten
- 2001: La Rose des Sables (ikke udkommet på dansk)